# Герцено
Ге́рцено (каз. Герцен) — село у складі Карасуського району Костанайської області Казахстану. Входить до складу Айдарлинського сільського округу.
Населення — 249 осіб (2021; 316 у 2009, 501 у 1999, 1168 у 1989).